# マレイミドヒドロラーゼ
マレイミドヒドロラーゼ(Maleimide hydrolase, EC 3.5.2.16)は、以下の化学反応を触媒する酵素である。
マレイミド + 水 {\displaystyle \rightleftharpoons } マレアミド酸
従って、この酵素の基質はマレイミドと水の2つ、生成物はマレアミド酸のみである。
この酵素は、特にペプチド結合以外の炭素-窒素結合、特に環状アミジンに作用する加水分解酵素に分類される。系統名は、環状イミド アミドヒドロラーゼ(脱環)(cyclic-imide amidohydrolase (decyclizing))である。